# Eufrosina de Kiev
Eufrosina Mstislavna de Kiev, também conhecida como Helena Eufrosina (Rússia de Kiev, 1130 – Bizâncio, 1186 ou 1193) foi rainha consorte da Hungria como esposa de Géza II. Ela defendeu os direitos de sucessão ao trono do primogênito, Estêvão III, contra a família do marido falecido, tendo agido como regente em seu nome, durante a sua menoridade. Contudo, ela mais tarde entrou em conflito com o segundo filho, Bela III, pois era favorável a outro filho, o príncipe Géza. Após seu exílio, viajou para outros países, mas foi enterrada no convento que fundou na Hungria. Similar à outra princesa russa, Anastácia de Kiev, que também foi rainha da Hungria um século antes de Eufrosina, ela foi forçada ao exílio, e talvez tenha se tornado freira.

## Família
Eufrosina foi a filha primogênita de Mistislau I, Grão-Duque de Kiev e de sua segunda esposa, Liubava Dmitrievna Zavidich.
Os seus avós paternos eram Vladimir II Monômaco e a princesa Gita de Wessex, filha do último rei anglo-saxão da Inglaterra, Haroldo II. Os seus avós maternos eram Dmitry Saviditsch, boiardo da Novogárdia Magna e sua esposa de nome desconhecido.
Ela teve apenas um irmão integral: Vladimir III de Kiev, príncipe de Terebovl, Volynia e Dorogobuz, que foi casado com a filha de Belos Vukanović, grão-príncipe da Sérvia e regente da Hungria.
Por parte do primeiro casamento do pai com Cristina Ingesdotter, ela teve onze meio-irmãos.

## Biografia

### Rainha Consorte
Eufrosina casou-se com o rei Geza II, em 1146, quando ambos tinham cerca de 16 anos de idade, pois nasceram no mesmo ano. Ele era filho de Bela II da Hungria e da princesa Helena da Sérvia. Assim como a nora, Helena foi criada na Igreja Ortodoxa, apesar de ter se casado com um homem católico.
O casamento foi possivelmente arranjado como uma aliança contra o Império Bizantino, pois, nessa época, a Hungria estava em processo de expansão em direção à Croácia e Dalmácia, o que resultou em conflitos militares com o Império. Portanto, a Hungria estava procurando por aliados entre seus vizinhos eslavos. Outro motivo para a união pode ter sido porque Geza estava em conflito com o seu primo, Boris Kolomanović, na época. Boris era o filho da tia paterna de Eufrosina, Eufêmia de Kiev, que, quando estava grávida do filho, foi acusada de adultério pelo marido, o rei Colomano da Hungria, e enviada de volta para Kiev. Devido a isso, Colomano não considerava Boris o seu filho, embora o mesmo considerasse o rei o seu pai. Quando Estêvão II da Hungria, filho de Colomano com sua primeira esposa, morreu em 1131 sem descendência, ele foi sucedido pelo pai de Geza, Bela II. Por isso, Boris tentou tomar o trono com a ajuda do imperador bizantino, mas acabou fracassando. Em 1145, ele tentou novamente, desta vez, quando Géza já estava no trono. O fato de que o primo era um aliado dos bizantinos, pode ser um dos motivos pelos quais Géza estivesse procurando aliados contras o imperador. Além disso, ao se casar com Eufrosina, o rei húngaro pôde manter a aliança com a Rússia de Kiev.
No verão 1147, a rainha deu à luz ao seu primeiro filho homem, Estêvão. O rei Luís VII de França estava passando pela Hungria na época, a caminho da Segunda Cruzada, e assim, tornou-se o padrinho de batismo do príncipe. Como ainda era casado com a primeira esposa, Leonor da Aquitânia, que o acompanhava em sua jornada, é possível que as duas rainhas tenham se conhecido, embora não haja evidências disso em fontes contemporâneas.
Ao todo, Eufronsina e Géza tiveram oito filhos, quatro meninos e quatro meninas.
Eufrosina manteve contato com os irmãos após o casamento. Em 1148 ou 1149, o meio-irmão da rainha, Iziaslavo II de Kiev, perdeu Kiev para o tio deles, Iuri; por isso, Iziaslavo procurou pelo apoio de seus vizinhos ocidentais, incluindo o cunhado, Geza. No final, os exércitos do rei acabaram lutando em seis batalhas durante os anos de 1148 a 1152, em Kiev.

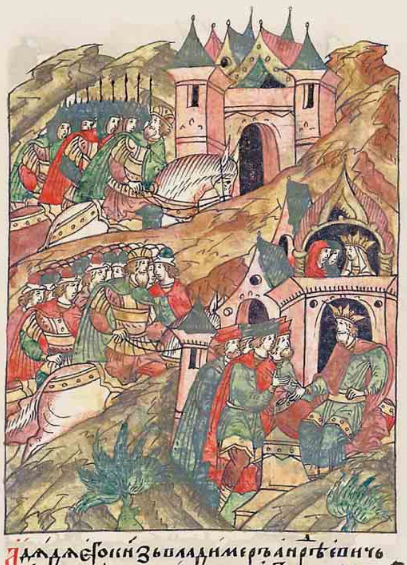
Pintura que mostra a fuga do irmão de Eufrosina, Vladimir, para a Hungria; o rei e a rainha estão presentes na obra. de autoria desconhecida.

Em 1150, foi arranjado um casamento entre o irmão mais novo de Eufrosina, Vladimir, e uma prima de Géza, com a ajuda de Eufrosina. A Crônica de Kiev menciona que, no casamento, a rainha banqueteou com os irmãos, e lhes deu presentes. Em 1155, a mãe de Eufrosina, Liubava, a visitou na Hungria.
No ano de 1157, após a morte do arcebispo Martirius de Esztergom, a rainha completou a construção dum convento da Ordem de Malta em Székesfehérvár, a qual o sacerdote tinha iniciado. Ela também doou muitas propriedades para fundação.

### Rainha Regente
Geza II faleceu em maio de 1162. Outrora uma rainha consorte que se mantinha afastada da política do reino, a agora rainha viúva não hesitou em mostrar sua força ao tornar-se a regente em nome do filho, Estêvão III, que tinha por volta de apenas 15 anos de idade.
O reinado de Estêvão III começou turbulento, pois teve de enfrentar os seus tios, Ladislau e Estêvão. Ladislau foi o primeiro a reivindicar a coroa e conseguiu ser coroado, com o nome de Ladislau II, ainda em julho de 1162, com o apoio do imperador bizantino, Manuel I Comneno. Logo em seguida, Estêvão, provavelmente ao lado da mãe e irmãos, fugiram para a Áustria e depois para a Bratislava. Eufrosina, por sua vez, buscou e obteve os apoios do rei Ladislau II da Boémia, e do imperador, Frederico I do Sacro Império Romano-Germânico. Como resultado da aliança com a Boêmia, as duas filhas mais velhas da rainha, Isabel e Odola, se casaram, respectivamente, com Frederico da Boémia e Svatopluk, os dois filhos mais velhos de rei da Boêmia.
O reinado de Ladislau II não durou muito, pois ele faleceu em janeiro de 1163. Em seguida, o seu irmão foi coroado Estêvão IV. Em resposta aos acontecimentos favoráveis a sua causa, Eufrosina e o filho mobilizaram um exército, e derrotaram Estêvão no dia 19 de junho de 1163. Agora no trono novamente, Estêvão III governou ao lado da mãe, que estava envolvida não só na política, mas também em assuntos eclesiásticos.
Ainda em 1163, a rainha regente participou do tratado de paz entre Estêvão III e Manuel I Comneno. Seguindo o conselho de Eufrosina e do arcebispo de Esztergom, o segundo filho, Bela, foi enviado pelo irmão para Constantinopla. Como Manuel não tinha filhos na época, Bela ficou noivo de sua filha, Maria Comnena, e foi nomeado como seu herdeiro. Ele, foi, portanto, batizado na Igreja Ortodoxa com o nome de Aleixo, e recebeu o título de déspota.
O relacionamento desconfortável com o Império Bizantino continuou, e, em 1164, Manuel e Bela atacaram forças que eram leais à Estêvão. Muitos eram os territórios sendo disputados entre os países, tais como o litoral da Dalmácia. Em 1167, Estêvão ficou noivo ou casou-se, provavelmente graças à influência da mãe, com uma filha de nome desconhecido de Iaroslavo Osmomysl, príncipe de Galícia, que fazia parte da Rússia de Kiev. Contudo, ela foi repudiada em 1168, possivelmente devido à pressão por parte de Manuel. Em seguida, o rei húngaro ficou noivo de Inês da Áustria, com quem se casou em 1168; ela era filha do duque Henrique II da Áustria, que era um aliado próximo do monarca. A guerra entre os húngaros e bizantinos terminou em 1167, e resultou na tomada de Dalmácia e Bósnia pelos bizantinos.
No ano de 1169, Eufrosina apareceu em primeiro lugar numa lista de conselheiros leigos do rei, que promoviam reformas papais no reino. A rainha também era uma apoiadora ferrenha da Ordem de Malta, tendo participado da fundação do primeiro convento da ordem na Hungria. Sob o seu mecenato, o convento teve a construção de seu prédio finalizada, além dela ter doado 55 de suas propriedades pessoas para a sua fundação.

### Reino de Bela e exílio
Estêvão III faleceu em março de 1172, supostamente envenenado sob as ordens do irmão, Bela, segundo um cronista que escreveu mais tarde sobre os acontecimentos, mas isso nunca foi confirmado. Devido à falta de filhos de Estêvão, o irmão o sucedeu como Bela III, após o convite dos nobres para ele ascender ao trono. O novo rei também já não era mais necessário para Manuel, pois, em 1169, nasceu seu herdeiro, o futuro imperador Aleixos II Comneno. Bela acabou se casando, então, com a cunhada do imperador, Inês da Antioquia.
Bela chegou na Hungria no final de abril ou no início de maio de 1172, mas, devido a um conflito com o arcebispo de Esztergom, ele apenas foi coroada em janeiro de 1173. A própria mãe dele, contudo, não via com bons olhos a ascensão do segundo filho e favore cia o terceiro, Géza. Isso talvez se devesse ao fato de que Bela havia passado muitos anos na corte bizantina, e pode ter preferido governar a Hungria ao modo bizantino, no lugar da tradição húngara.
Porque Eufrosina preferia o irmão, Bela se desentendeu com a mãe. Logo após a sua coroação, Bela prendeu o Géza, porém, ele logo conseguiu escapar, presumivelmente com a ajuda de Eufrosina. No entanto, ele foi preso novamente, em 1177, talvez, dessa vez, junto com a mãe. Sabe-se que em 1186, foi registrado a prisão da rainha em Braničevo, hoje um distrito na Sérvia.
Eufrosina foi exilada pelo rei, talvez em 1186. Já Géza foi libertado em algum momento entre os anos de 1186 e 1189. Acredita-se que a antiga rainha viajou para Constantinopla e depois para Jerusalém. No Hospital de São João em Jerusalém, ela se tornou uma freira da Ordem de Malta.
Não se sabe ao certo o que houve com Eufrosina após seu exílio, e até a data de 1193 é proposta para a sua morte. De qualquer modo, ela provavelmente não permaneceu em Jerusalém por muito tempo, pois a cidade foi invadida pelas tropas de Saladino, em 1187. Em 1187, pode ter sido exilada em Bizâncio, mas, segundo os cronistas da época, Eufrosina acabou indo para Jerusalém, onde fez votos de freira da Ordem de Malta no mosteiro grego de São Savas.
Por um tempo, as fontes históricas acreditavam que Eufrosina havia morrido em algum lugar próximo a Jerusalém, e teria sido, portanto, enterrada na Igreja de São Teodósio, com seus restos mortais, posteriromente, tendo sido transferidos para a Hungria. Entretanto, o consenso atual é que os seus supostos votos de freira, sua morte e sepultamento em Jerusalém podem se referir, na verdade, à outra princesa russa, santa Eufrosina de Polotsk, que morreu na cidade. Segundo um documento de 1272, Eufrosina foi enterrada no convento da Ordem de Malta em Székesfehérvár, o qual foi fundado pela própria.

## Descendência
- Isabel (1444/45 ou 1446 – 12 de janeiro de 1189), foi esposa do duque Frederico da Boémia, com quem teve seis filhos;
- Estêvão III da Hungria (1147 – 4 de março de 1172), sucessor do pai. Foi casado com Inês da Áustria, mas não teve filhos;
- Bela III da Hungria (1149 – 23 de abril de 1196), sucessor do irmão. Foi primeiro casado com Inês da Antioquia, com quem teve seis filhos. Após a morte dela, casou-se com a princesa Margarida de França, a viúva de Henrique, o Jovem, rei júnior com o pai, Henrique II de Inglaterra;
- Geza (1150 – c. 1210), preso por Bela pois representava uma ameaça ao pode dele. Não se casou e nem teve filhos;
- Arpades (c. 1154 – 1154);
- Helena (c. 1155 – 25 de maio de 1199), foi esposa de Leopoldo V, Duque da Áustria, com quem teve quatro filhos;
- Odola (c. 1156 – 1199), foi casada com Svatopluk da Boêmia, mas não teve filhos;
- Margarida (1162 – 1231), seu primeiro marido foi o nobre bizantino, Isaac Ducas, com quem teve um filho, Andrônico Makrodoukas, e o segundo foi André, ispán de Somogy.